# Tenedos hoeferi
Tenedos hoeferi là một loài nhện trong họ Zodariidae.
Loài này thuộc chi Tenedos. Tenedos hoeferi được Rudy Jocqué & Léon Baert miêu tả năm 2002.